# Autoestrada A23 (Itália)
A Autoestrada A23 (também conhecida como Autostrada Alpe–Adria) é uma autoestrada que conecta a Itália com a Áustria e a Europa Central. Possui em torno de 120 km e trancorre completamente pela província de Udine, na região de Friul-Veneza Júlia. Pertence, também, à rede de estradas europeias, onde é conhecida como E55. Sua gestão está dividida entre as companhias Autovie Venete, no trecho Palmanova-Udine sud, e Autostrade per l'Italia, no segmento restante.
Seguindo para território austríaco, a autopista troca de denominação e passa a ser chamada de A2-Süd Autobahn, responsável pela conexão da fronteira com a Itália, especificamente a cidade de Villach, com a capital Viena. 

## História
A Autostrada Alpe–Adria foi construída em diversas fases, entre os anos 1960 e 1980. O primeiro segmento foi o entre Palmanova e Udine Sud, aberto em 1966 depois de dois anos de trabalhos. O segundo trecho aberto ao tráfego foi Udine Nord-Tarvisio, e foi realizado entre os anos de 1973 e 1986. A inauguração oficial aconteceu em 1988, com a abertura do último trecho entre Udine Nord e UdineSud.

## Percurso
| PALMANOVA - TARVISIO Autostrada Alpe-Adria | |       |       |           |                  |
| Tipo                                       | Saída                                                                                              | ↓km↓  | ↑km↑  | Província | Estrada europeia |
|                                            | Veneza-Trieste                                                                                     | 0,0   | 119,9 | UD        |                  |
|                                            | Udine Sud Raccordo Udine Sud                                                                       | 13    | 106   | UD        |                  |
|                                            | Área de Serviço "Zugliano"                                                                         | 14    | 105   | UD        |                  |
|                                            | Área de estacionamento "Santa Caterina"                                                            |       |       | UD        |                  |
|                                            | Udine Nord                                                                                         | 26    | 93    | UD        |                  |
|                                            | Área de estacionamento                                                                             |       |       | UD        |                  |
|                                            | Área de serviço "Ledra"                                                                            | 37    | 82    | UD        |                  |
|                                            | Área de estacionamento                                                                             |       |       | UD        |                  |
|                                            | Gemona - Osoppo                                                                                    | 45    | 74    | UD        |                  |
|                                            | Cárnia - Tolmezzo Carnica                                                                          | 60    | 59    | UD        |                  |
|                                            | Área de serviço "Campiolo ovest"                                                                   | 68    | 51    | UD        |                  |
|                                            | Pontebba                                                                                           | 93    | 26    | UD        |                  |
|                                            | Área de serviço "Fella est"                                                                        | 97    | 22    | UD        |                  |
|                                            | Pedágio Ugovizza                                                                                   | 105   | 14    | UD        |                  |
|                                            | Malborghetto Valbruna (saída somente em direção à fronteira, entrada somente em direção Palmanova) | 105   | 14    | UD        |                  |
|                                            | Tarvisio Sud (saída somente em direção à fronteira, entrada somente em direção Palmanova)          | 108   | 11    | UD        |                  |
|                                            | Tarvisio Nord (entrada somente em direção à fronteira, saída somente em direção Palmanova)         | 115   | 4     | UD        |                  |
|                                            | Fronteira - Áustria Villach-Klagenfurt-Wien                                                        | 119,9 | 0,0   | UD        |                  |

### Raccordo Udine Sud
Esta curta alça permite que a conexão dos dois anéis viários (Oeste e Sul) de Udine com o pedágio de Udine Sud.

#### Percurso
| Raccordo Udine Sud |                                                  |      |      |           |
| Tipo               | Saída                                            | ↓km↓ | ↑km↑ | Província |
|                    | Palmanova-Tarvisio                               | 0,0  | 2,7  | UD        |
|                    | Pedágio Udine Sud                                | 0,4  | 2,3  | UD        |
|                    | Gorizia-Manzano-Buttrio Tangenziale Sud di Udine | 0,9  | 1,8  | UD        |
|                    | Basaldella Tangenziale Sud di Udine              | 2,7  | 0,0  | UD        |